# Plazivec obecný
Plazivec obecný (Isothecium alopecuroides) je v Česku hojně se vyskytující mech mohutnějšího vzrůstu.

## Znaky
Rostliny poměrně mohutného vzrůstu rostoucí v tmavě zelených, slabě lesklých, rozvolněných kobercích na stinných nebo polostinných stanovištích. Primární lodyhy plazivé, sekundární pak vystoupavé zahnutými větvemi, nepravidelně větvené, přiléhavě střechovitě olistěné, až 10 cm dlouhé. Lodyžní listy silně vyduté, obvejčitě kopinaté, v horní části krátce zašpičatělé, někdy s kratší tupě nasazenou špičkou, 2,0–2,5 mm dlouhé, okraje ploché, jen ve špičce slabě zoubkaté; větevní listy podobného tvaru, obvykle o něco menší a užší. Žebro jednoduché nebo před koncem krátce vidličnaté, dosahující obvykle do 1/2–2/3 délky listu. Buňky ve střední části listu prodloužené, slabě tečkované, mírně ztlustlé, ca. 50–80 µm dlouhé, ve špičce kratší, rombické (kosočtverečné), na křídlech odlišena nápadná, velká skupina tmavě zelených, téměř isodiametrických buněk tvořící často až vydutá „ouška“, stářím hnědnoucí. Sporofyt: Tobolka na 8–12 mm dlouhém štětu, přímá, válcovitá až elipsoidní, brvky endostomu rudimentární. Výtrusy 12–16 µm.

## Výskyt
Česká republika: velmi hojně v listnatých, zejména podhorských a horských lesích a epiliticky na břidličnatých horninách, roztroušeně a příležitostně jinde, chybí na extrémnějších biotopech v nejteplejších oblastech na osluněném bazickém substrátu i v nejvyšších horských oblastech.
Výskyt mimo ČR: Evropa, Makaronésie, severní Afrika, Blízký a Střední Východ, východ Severní Ameriky. 

## Variabilita
Poměrně málo variabilní druh, alespoň ve většině diakritických znaků. Druh je vzhledem k charakteristickým, vydutým, krátce zašpičatělým listům a žebru dosahujícímu asi do 2/3 délky listu spolu s nápadnou skupinou drobných zelených křídelních buněk jen obtížně zaměnitelný. 